# Câu lạc bộ bóng đá Bến Tre
Câu lạc bộ bóng đá Bến Tre là một câu lạc bộ bóng đá   nghiệp dư tại Việt Nam, có trụ sở tại Thành phố Bến Tre, Bến Tre, Việt Nam. Sân nhà của đội bóng là Sân vận động Bến Tre.

## Lịch sử
Năm 2013, Trần Duy Quang, lúc đó đang làm huấn luyện viên Quỹ Đầu tư và phát triển tài năng bóng đá Việt Nam thì được chuyển về làm huấn luyện viên kiêm cầu thủ cho Bến Tre. Mùa giải hạng ba 2013, Bến Tre đứng ra đăng cai bảng C và do Sân vận động Bến Tre (sức chứa khoảng 20 ngàn chỗ ngồi) chưa hoàn thành nên đơn vị này mượn Tiền Giang làm sân nhà. Kết thúc giải Bến Tre đã đoạt giải Nhất và chính thức thăng hạng lên Giải bóng đá hạng nhì quốc gia Việt Nam.
Trước khi mùa giải Hạng nhì quốc gia 2019 diễn ra, ban lãnh đạo Bến Tre đã có công văn xin không tham gia giải đấu do bất ổn nội bộ và thiếu nguồn tài trợ. Tuy nhiên câu lạc bộ sẽ tham gia Giải Hạng ba quốc gia 2019 diễn ra vào cuối năm.

## Đội hình hiện tại
Tính đến đầu mùa giải Giải bóng đá hạng ba quốc gia 2022

Ghi chú: Quốc kỳ chỉ đội tuyển quốc gia được xác định rõ trong điều lệ tư cách FIFA. Các cầu thủ có thể giữ hơn một quốc tịch ngoài FIFA.
| Số | VT | Quốc gia | Cầu thủ           |
| -- | -- | -------- | ----------------- |
| 2  | TV | Việt Nam | Bùi Quang Đô      |
| 3  | HV | Việt Nam | Lê Minh Lợi       |
| 4  | HV | Việt Nam | Huỳnh Đức Nghiêm  |
| 5  | HV | Việt Nam | Ngô Thanh Tri     |
| 6  | TV | Việt Nam | Nguyễn Hữu Ý      |
| 7  | TĐ | Việt Nam | Lê Trần Hoàng Gia |
| 8  | TV | Việt Nam | Nguyễn Ngọc Huy   |
| 9  | TĐ | Việt Nam | Dương Khải Duy    |
| 10 | TV | Việt Nam | Huỳnh Quốc Vinh   |
| 11 | TV | Việt Nam | Nguyễn Hào Hiệp   |
| 12 | TV | Việt Nam | Đỗ Minh Thanh     |
| 13 | TM | Việt Nam | Nguyễn Tuấn Cảnh  |

| Số | VT | Quốc gia | Cầu thủ          |
| -- | -- | -------- | ---------------- |
| 15 | HV | Việt Nam | Bùi Nhật Qui     |
| 16 | TV | Việt Nam | Tăng Văn Vũ      |
| 18 | HV | Việt Nam | Phan Quốc Thái   |
| 19 | TĐ | Việt Nam | Trần Phúc Hậu    |
| 21 | TV | Việt Nam | Nguyễn Hoàng Dư  |
| 23 | HV | Việt Nam | Lê Hoàng Thái    |
| 25 | HV | Việt Nam | Nguyễn Hoàng Ân  |
| 26 | TĐ | Việt Nam | Phạm Trung Chánh |
| 28 | HV | Việt Nam | Trần Hoàng Triều |
| 29 | HV | Việt Nam | Ngô Công Minh    |
| 38 | TV | Việt Nam | Nguyễn Bé Việc   |
| 99 | TM | Việt Nam | Trần An Đạt      |

## Huấn luyện viên
| Huấn luyện viên của Câu lạc bộ bóng đá Bến Tre \| - 2012-2013: Lê Tài Lâm - 2013-2017: Trần Duy Quang - 2018-2021: Lưu Quốc Tân - 2022-nay: Huỳnh Văn Thao \| |
| - 2012-2013: Lê Tài Lâm - 2013-2017: Trần Duy Quang - 2018-2021: Lưu Quốc Tân - 2022-nay: Huỳnh Văn Thao                                                      |